# Шеино (Московская область)
Ше́ино — деревня в Шатурском муниципальном районе Московской области России, в составе сельского поселения Пышлицкое. Расположена в юго-восточной части Московской области в 4 км к западу от озера Святого. Население — 77 человек (2010). Деревня известна с 1635 года. Входит в культурно-историческую местность Ялмать. День деревни отмечается 14 октября.

## Название
В письменных источниках деревня упоминается как Шеино или Шеина. Название связано с некалендарным личным именем Шея или фамилией Шеин. Существует предположение о происхождении названия деревни от фамилии бояр Шеиных. В 4,5 км к юго-востоку от деревни находилось село с таким же названием — Шеино (Казанское).

## Физико-географическая характеристика
Деревня расположена в пределах Мещёрской низменности, относящейся к Восточно-Европейской равнине, на высоте 120 м над уровнем моря. Рельеф местности равнинный. Со всех сторон деревня, как и большинство соседних селений, окружена полями. На юго-восток от деревни расположен водоём искусственного происхождения Большое болото, где добывали торф с 1940-х годов. За Шеинской фермой находится Войлишник — заболоченное поле с осоковой травой, далее на северо-восток от деревни расположено мелколесье Петелина — место гнездовий тетеревов. На юго-западной окраине деревни имеется небольшой водоём — Акулина яма. В 4 км к востоку от деревни расположено озеро Святое, самое верхнее из Клепиковских озёр. В деревне находятся три пруда.
По автомобильной дороге расстояние до МКАД составляет около 173 км, до районного центра, города Шатуры, — 55 км, до ближайшего города Спас-Клепики Рязанской области — 28 км, до границы с Рязанской областью — 12 км. Ближайший населённый пункт — деревня Якушевичи, расположенная в 200 м к югу от Шеина.
Деревня находится в зоне умеренно континентального климата с относительно холодной зимой и умеренно тёплым, а иногда и жарким, летом. В окрестностях деревни распространены торфянисто- и торфяно-подзолистые почвы с преобладанием суглинков и глин.
В деревне, как и на всей территории Московской области, действует московское время.

## История

### С XVII века до 1861 года
В XVII веке деревня Шеино входила в Шеинскую кромину волости Муромское сельцо Владимирского уезда Замосковного края Московского царства. Первым известным владельцем деревни был Никон Гаврилович Палицын, представитель дворянского рода Палицыных. Никон Гаврилович был убит в 1634 году в ходе оборонительных боёв армии М. Б. Шеина, последовавших после неудачной осады Смоленска. В 7143 (1634/35) году поместье Палицына, в том числе и деревня Шеино, было дано «на прожиток» его вдове Аграфене и сыну Максиму. В писцовой книге Владимирского уезда 1637—1648 годов Шеино описывается как деревня на суходоле с тремя дворами, при деревне имелись пахотные земли среднего качества и сенокосные угодья:

Деревня Шеино на суходоле, а в ней крестьян двор Дорофейко Онофриев да сын его Бориско, да племянник его Пантелейка, прозвище Ивашко, Константинов. Двор Филимонко Ермольев да дети его Фадейко да Петрушко. Двор пуст бобыля Ермолко Тимофеева да сына его Кондрашка, бежали безвестно во 146 году. Пашни паханые, середние земли двадцать шесть четвертей, да лесом поросли четыре четверти в поле, а в дву по тому ж; сена около поль пятнадцать копен
Единственный сын и наследник Никона Палицына — Максим был убит в 1659 году в Конотопской битве.
В результате губернской реформы 1708 года деревня оказалась в составе Московской губернии. После образования в 1719 году провинций деревня вошла во Владимирскую провинцию, а с 1727 года — во вновь восстановленный Владимирский уезд.
В 1778 году образовано Рязанское наместничество (с 1796 года — губерния). Впоследствии вплоть до начала XX века Шеино входило в Егорьевский уезд Рязанской губернии.
В Экономических примечаниях к планам Генерального межевания, работа над которыми проводилась в 1771—1781 годах, деревня описана следующим образом:

Деревня Шеино Григорья Афанасьева сына Матюшкина (12 дворов, 27 мужчин, 30 женщин). При озере безымянном. Земля иловатая, хлеб и покосы средственны, лес дровяной, крестьяне на пашне
В последней четверти XVIII века владельцем деревни был лейб-гвардии капитан-поручик Григорий Афанасьевич Матюшкин. После смерти Матюшкина, всё его имение, насчитывавшее около 3 000 душ крепостных, перешло его другу графу П. И. Панину. Дочь Матюшкина была лишена наследства, поскольку вышла замуж за Николая Лаврентьевича Шетнева без согласия родителей. Однако граф Панин объявил себя опекуном внучки Матюшкина, Екатерины Николаевны Шетневой, и после того, как та в 1786 году вышла замуж за П. В. Лопухина, возвратил ей всё дедовское наследство.
В 1804 году Екатерина Николаевна Лопухина отдала всё недвижимое имение, в том числе деревню Шеино, в приданое своей дочери Александре, когда та вышла замуж за А. А. Жеребцова. В свою очередь Александра Петровна Жеребцова отдала имение дочери Ольге, вышедшей замуж за князя А. Ф. Орлова.
В Отечественной войне 1812 года погиб житель деревни, ополченец Афанасьев Иван Васильевич, 18 лет.
По данным X ревизии 1858 года, деревня принадлежала генеральше от кавалерии, статс-даме, княгине Ольге Александровне Орловой. По сведениям 1859 года Шеино — владельческая деревня 1-го стана Егорьевского уезда по левую сторону Касимовского тракта, при колодцах. На момент отмены крепостного права владелицей деревни была графиня Ольга Александровна Орлова.

### 1861—1917
После реформы 1861 года из крестьян деревни было образовано одно сельское общество, которое вошло в состав Лекинской волости.
Согласно Памятной книжке Рязанской губернии на 1868 год в деревне имелась ветряная мельница с одним поставом.
В 1885 году был собран статистический материал об экономическом положении селений и общин Егорьевского уезда. В деревне было общинное землевладение. Земля была поделена по ревизским душам. Практиковались переделы мирской земли — пашня и большая часть лугов делились каждые 10 лет. Часть лугов делились ежегодно. В общине был как дровяной, так и строевой лес. Строевой лес рубили по мере надобности и делили деревьями, дровяной же лес, необходимый для отопления, рубили ежегодно в заранее определённых отводах. Надельная земля состояла из 3-х участков, отделённых один от другого чужими владениями. Дальние полосы отстояли от деревни в 1 версте. Пашня была разделена на 70 участков. Длина душевых полос от 10 до 40 сажень, а ширина от 1 до 3 аршин. Земли не хватало, и 60 домохозяев арендовали 77,5 десятин луга за 290 рублей, от 3 до 6 рублей за десятину.
Почвы были супесчаные с примесью ила и суглинистые. Пашни ровные, местами низменные и сырые. Луга в основном заболоченные, но были и суходольные. Прогоны были неудобные, в связи с чем общине приходилось платить крестьянам деревни Перхурово за проход скота на пастбище. В деревне был небольшой пруд и почти у каждого двора колодцы с хорошей и постоянной водой. Своего хлеба не хватало, поэтому его покупали в селе Спас-Клепиках. Сажали рожь, овёс, гречиху и картофель. У крестьян было 44 лошади, 135 коров, 331 овца, 115 свиней, а также 31 плодовое дерево, пчёл не держали. Избы строили деревянные, крыли деревом и железом, топили по-белому.
Деревня входила в приход села Шеино (Казанское). Ближайшая школа находилась в деревне Леке. В самой деревне на общественной земле имелся кабак, с которого община получала 80 рублей в год. Главным местным промыслом было вязание сетей для рыбной ловли, которым занимались исключительно женщины. Мужчины в большинстве занимались отхожими промыслами, местный заработок имел только один сторож. На заработки уходили 103 плотника, преимущественно в Москву.
По данным 1905 года основным отхожим промыслом в деревне оставалось плотничество. Ближайшее почтовое отделение и земская лечебница находились в селе Архангельском.

### 1917—1991
В 1919 году деревня Шеино в составе Лекинской волости была передана из Егорьевского уезда во вновь образованный Спас-Клепиковский район Рязанской губернии. В 1921 году Спас-Клепиковский район был преобразован в Спас-Клепиковский уезд, который в 1924 году был упразднён. После упразднения Спас-Клепиковского уезда деревня передана в Рязанский уезд Рязанской губернии. В 1925 году произошло укрупнение волостей, в результате которого деревня оказалась в укрупнённой Архангельской волости. В ходе реформы административно-территориального деления СССР в 1929 году деревня вошла в состав Дмитровского района Орехово-Зуевского округа Московской области. В 1930 году округа были упразднены, а Дмитровский район переименован в Коробовский.
В 1930 году деревня Шеино входила в Перхуровский сельсовет Коробовского района Московской области. В начале 30-х годов в деревне был организован колхоз «Красный пахарь». Известные председатели колхоза: Беликов (1934 год), Исаев (с марта 1934 года), Шамова (1935—1936 гг., 1940 год), Новиков Дмитрий Васильевич (1942 год), Барсков (1946 год). В конце 1930-х годов жертвами политических репрессий стали три жителя деревни: Бурданов Иван Иванович, Сафронова Анастасия Куприяновна и Сафронова Вера Куприяновна.
В 1930—1960-х гг. дети из деревни Шеино посещали школы, расположенные в близлежащих населённых пунктах: начальную школу в Перхурово и семилетнюю (позже — восьмилетнюю) школу в Якушевичах.
В 1939 году Перхуровский сельсовет был упразднён, деревня Шеино передана Зименковскому сельсовету.
Во время Великой Отечественной войны в армию были призваны 59 жителей деревни. Из них 19 человек погибли и 19 пропали без вести. Четверо уроженцев деревни были награждены боевыми орденами и медалями:
- Гришин Василий Никитич (1923 г.р.) — призван в 1942 году, служил в звании красноармейца в 364-м стрелковом полку 139 стрелковой дивизии, демобилизован по ранению в 1942 году, был награждён орденом Отечественной войны I степени и медалью «За победу над Германией»;
- Гришин Константин Никитич (1920 г.р.) — призван в 1940 году, служил в 191-м стрелковом полку 1-й Амурской дивизии, демобилизован в 1946 году в звании старшего сержанта, был награждён орденом Отечественной войны II степени и медалями «За боевые заслуги», «За оборону Ленинграда», «За победу над Германией», «За победу над Японией»;
- Новиков Яков Иванович (1926 г.р.) — призван в 1943 году, служил в звании старшины II статьи на линкоре «Октябрьская революция», демобилизован в 1950 году, был награждён орденом Отечественной войны I степени и медалью «За победу над Германией»;
- Сомин Владимир Михайлович (1925 г.р.) — призван в 1944 году, служил в звании красноармейца в 10 отдельном батальоне службы воздушно-наземного оповещения и связи, демобилизован в 1946 году, был награждён орденом Отечественной войны II степени и медалями «За оборону Советского Заполярья», «За победу над Германией»[41].

В 1951 году было произведено укрупнение колхозов, в результате которого деревня Шеино вошла в колхоз «Путь к коммунизму», с 1958 в деревне находилось правление колхоза.
В 1954 году деревня была передана из упразднённого Зименковского сельсовета в Лекинский сельсовет. 3 июня 1959 года Коробовский район был упразднён, Лекинский сельсовет передан Шатурскому району.
В 1960 году был создан совхоз «Пышлицкий», в который вошли все соседние деревни, в том числе Шеино. Деревня являлась центром Шеинского отделения совхоза.
Среди жителей деревни, работавших в колхозе, а затем в совхозе «Пышлицкий», были орденоносцы. Трактористкой в совхозе работала уроженка деревни, Ехменева Александра Михайловна, кавалер ордена Трудовой Славы III степени. Долгое время на шеинской ферме трудилась Петухова Мария Ефимовна (родилась в селе Калинино Липецкой области), кавалер ордена «Мать-героиня» (1969 год).
С конца 1962 года по начало 1965 года Шеино входило в Егорьевский укрупнённый сельский район, созданный в ходе неудавшейся реформы административно-территориального деления, после чего деревня в составе Лекинского сельсовета вновь передана в Шатурский район.

### С 1991 года
В 1994 году в соответствии с новым положением о местном самоуправлении в Московской области Лекинский сельсовет был преобразован в Лекинский сельский округ. В 2004 году Лекинский сельский округ был упразднён, а его территория включена в Пышлицкий сельский округ. В 2005 году образовано Пышлицкое сельское поселение, в которое вошла деревня Шеино. Первым главой поселения стал Макаров Виктор Владимирович (род. 1963), уроженец деревни.

## Население
| 1790 | 1812 | 1858 | 1859 | 1868 | 1885 | 1905 |
| ---- | ---- | ---- | ---- | ---- | ---- | ---- |
| 57   | ↗184 | ↗351 | →351 | ↗352 | ↗441 | ↗471 |
| 1970 | 1993 | 2002 | 2006 | 2010 |      |      |
| ↘216 | ↘106 | ↘78  | ↗89  | ↘77  |      |      |

Первые сведения о жителях деревни встречаются в писцовой книге Владимирского уезда 1637—1648 гг., в которой учитывалось только податное мужское население (крестьяне и бобыли). В деревне Шеино было три двора: два крестьянских двора, в которых проживало 6 мужчин, и один пустующий бобыльский двор (2 бобыля числились в бегах).
В переписях за 1790, 1812, 1858 (X ревизия), 1859 и 1868 годы учитывались только крестьяне. Число дворов и жителей: в 1790 году — 12 дворов, 27 муж., 30 жен.; в 1812—184 чел.; в 1850 году — 45 дворов; в 1858 году — 162 муж., 189 жен.; в 1859 году — 49 дворов, 162 муж., 189 жен.; в 1868 году — 60 дворов, 166 муж., 186 жен.
В 1885 году был сделан более широкий статистический обзор. В деревне проживало 439 крестьян (73 двора, 215 муж., 224 жен.), из 78 домохозяев пятеро не имели своего двора. Кроме того, в деревне проживала 1 семья мещан, не приписанная к крестьянскому обществу (1 мужчина и 1 женщина, своего двора не имели). На 1885 год грамотность среди крестьян деревни составляла почти 13 % (56 человек из 439), также было 14 учащихся (13 мальчиков и 1 девочка).
В 1905 году в деревне проживал 471 человек (76 дворов, 234 муж., 237 жен.). Со второй половины XX века численность жителей деревни постепенно уменьшалась: в 1970 году — 70 дворов, 216 чел.; в 1993 году — 57 дворов, 106 чел.; в 2002 году — 78 чел. (32 муж., 46 жен.).
По результатам переписи населения 2010 года в деревне проживало 77 человек (36 муж., 41 жен.), из которых трудоспособного возраста — 28 человек, старше трудоспособного — 42 человека, моложе трудоспособного — 7 человек. Жители деревни по национальности в основном русские (по переписи 2002 года — 89 %).
Деревня входила в область распространения Лекинского говора, описанного академиком А. А. Шахматовым в 1914 году. Некоторые особенности говора до сих пор встречаются в речи старшего поколения.

## Социальная инфраструктура
В деревне имеется магазин, сельский клуб и библиотека (создана в 1953 году). Медицинское обслуживание жителей деревни обеспечивают фельдшерско-акушерский пункт, Пышлицкая амбулатория, Коробовская участковая больница и Шатурская центральная районная больница. Ближайшее отделение скорой медицинской помощи расположено в Дмитровском Погосте. Среднее образование жители деревни получают в Пышлицкой средней общеобразовательной школе.
Пожарную безопасность в деревне обеспечивают пожарные части № 275 (пожарные посты в селе Дмитровский Погост и деревне Евлево) и № 295 (пожарные посты в посёлке санатория «Озеро Белое» и селе Пышлицы).
Деревня электрифицирована, но не газифицирована. В соответствии с Программой «Развитие газификации в Московской области до 2017 года» подведение газа к деревне не планировалось. Центральное водоснабжение отсутствует, потребность в пресной воде обеспечивается общественными и частными колодцами. Ранее для подачи холодной воды также использовалась водоразборная колонка.
Для захоронения умерших жители деревни, как правило, используют кладбище, расположенное около деревни Погостище. До середины XX века рядом с кладбищем находилась Казанская церковь, в состав прихода которой входила деревня Шеино.
- Сельский клуб
- Здание почты
- Магазин

## Транспорт и связь
Через деревню проходит асфальтированная автомобильная дорога общего пользования Дубасово-Пятница-Пестовская, на которой имеется остановочный пункт маршрутных автобусов «Шеино». Другая (тупиковая) улица примыкает к указанной автодороге и представляет собой грунтовую дорогу, ещё одна тупиковая грунтовая дорога уходит к северу от перекрёстка к бывшей колхозной ферме. На перекрёстке дорог находится центр деревни. Деревня связана автобусным сообщением с районным центром — городом Шатурой и станцией Кривандино (маршрут № 27), селом Дмитровский Погост и деревней Гришакино (маршрут № 40), а также с городом Москвой (маршрут № 327, «Перхурово — Москва (м. Выхино)»). Ближайшая железнодорожная станция Кривандино Казанского направления находится в 47 км по автомобильной дороге.
В деревне доступна сотовая связь (2G и 3G), обеспечиваемая операторами «Билайн», «МегаФон» и «МТС». В центре деревни установлен таксофон. На 2014 год почтовое отделение в деревне временно не работает. Ближайшее отделение почтовой связи, обслуживающее жителей деревни, находится в селе Пышлицы.